# Courtier Islands
Die Courtier Islands (englisch für Höflingsinseln) sind eine Gruppe von rund 24 kleinen und bis zu 30 m hohen Inseln und Klippenfelsen in der nördlichen Marguerite Bay vor der Westküste des westantarktischen Grahamlands. Sie gehören zur Gruppe der Dion-Inseln.
Entdeckt und grob kartiert wurden die Inseln 1909 bei der Fünften Französischen Antarktisexpedition (1908–1910) unter der Leitung des Polarforschers Jean-Baptiste Charcot. Der Falklands Islands Dependencies Survey nahm 1949 Vermessungen vor. Das UK Antarctic Place-Names Committee benannte sie am 31. März 1955 im Kontext zu Emperor Island (englisch für Kaiserinsel).